# فرانک راس (تهیه‌کننده)
فرانک راس (انگلیسی: Frank Ross؛ ۴ اوت ۱۹۰۴ – ۸ فوریهٔ ۱۹۹۰) یک تهیه‌کننده اهل ایالات متحده آمریکا بود.

## فیلم‌شناسی
- دیمیتریوس و گلادیاتورها (۱۹۵۴)